# Ramme Gaard

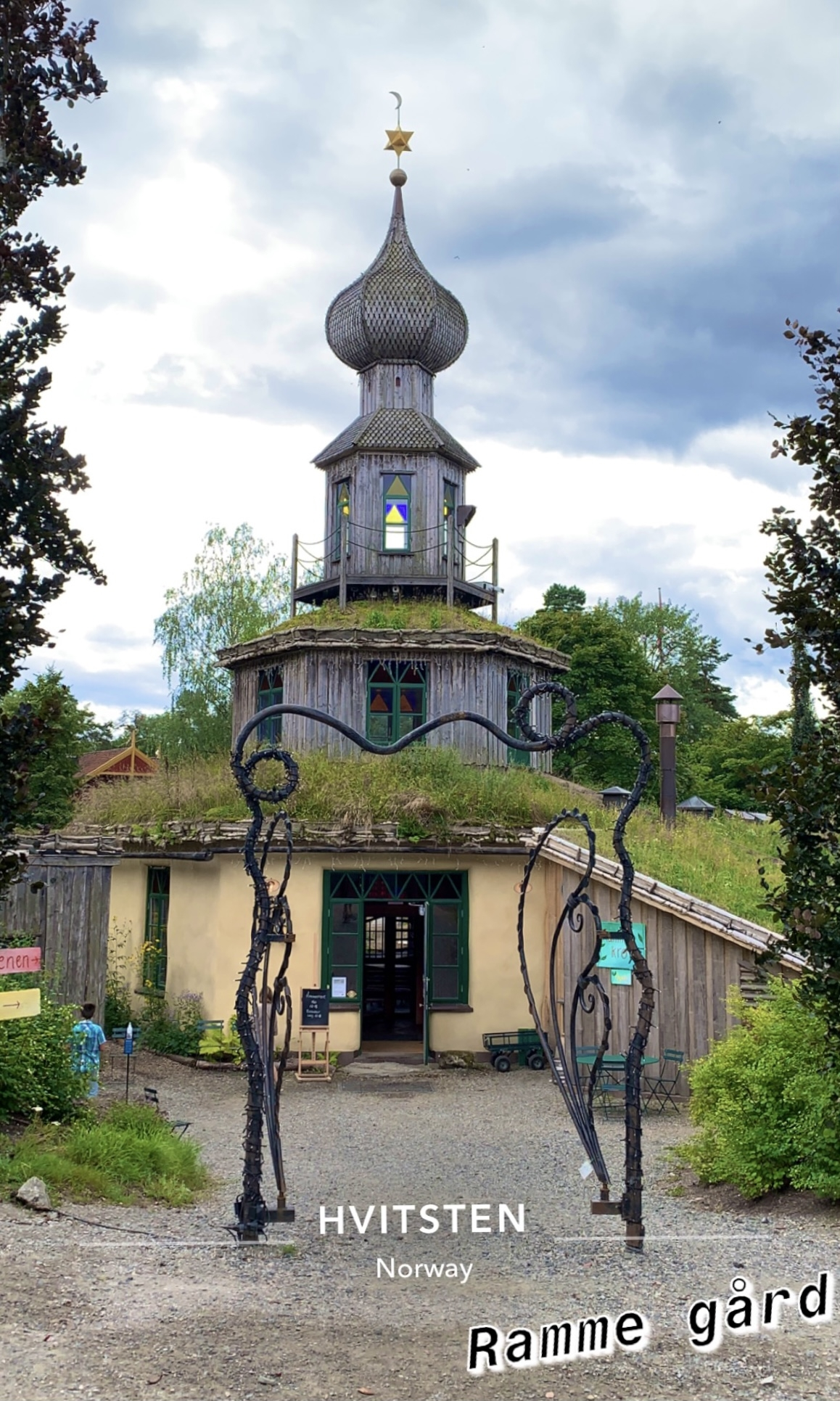
Ramme Gaard café

Ramme Gaard är ett konst- och kulturcentrum vid Oslofjorden norr om Hvitsten i Vestby kommun i Norge.
Ramme Gaard köptes 1966 av finansmannen Petter Olsen (född 1948), yngre bror till skeppsredaren Fred Olsen (född 1929). Gården har sedan 1986 drivits som ett ekologiskt jordbruk och ägaren har satsat på kulturarrangemang som utställningar, konserter och teaterfestivaler under sommarsäsongen.
Från 2006 har årliga Shakespeare-festivaler anordnats med British Shakespeare Company, och sedan 2007 även rockfestivaler. Utescenen ligger i en barockträdgård med dammar och fontäner.
Ramme Gaard har en skulpturpark med verk av bland annat Peter Linde. 
På gården uppförs ett gårdshotell och en underjordisk konsthall för den privata Munchsamlingen. Ägaren redararvingen Petter Olsen äger ett 40-tal verk av Edvard Munch, varav 20 oljemålningar. Ett av verken är en av fyra originalversioner av Skriet från 1893. Petter Olsen har också köpt och påbörjat en restaurering av grannfastigheten Nedre Ramme, som Edvard Munch ägde 1910-44.